# Kanton Airvault
Kanton Airvault (fr. Canton d'Airvault) je francouzský kanton v departementu Deux-Sèvres v regionu Poitou-Charentes. Skládá se ze sedmi obcí.

## Obce kantonu
- Airvault
- Availles-Thouarsais
- Boussais
- Irais
- Marnes
- Saint-Généroux
- Saint-Jouin-de-Marnes